# Красносельская (платформа)
Красносельская — остановочный пункт / пассажирская платформа Ярославского региона Северной железной дороги, находящаяся в деревне Железнодорожной станции Красносельская Куликовского сельского поселения Ивановского района Ивановской области.
Железнодорожная станция имеет одну боковую низкую прямую платформу. Вокзального здания нет, турникетами не оборудована.

## Деятельность
Станция открыта для выполнения следующих операций: продажа билетов на все пассажирские поезда. Прием и выдача багажа не производятся.

## Дальнее следование по станции
Поезда дальнего следования по платформе Красносельская остановки не имеют.

## Пригородное сообщение по станции
По состоянию на май 2019 года на платформе Красносельская имеют остановку пригородные поезда на тепловозной тяге: сообщением Иваново - Кинешма (2 пары поездов ежедневно) и Иваново-Ярославль (2 пары поездов ежедневно).
- Расписание пригородных поездов. Яндекс.Расписания.

| № поезда  | Маршрут движения    | № поезда  | Маршрут движения    |
| --------- | ------------------- | --------- | ------------------- |
| 6236      | Кинешма — Иваново   | 6239      | Иваново — Кинешма   |
| 6237      | Иваново — Кинешма   | 6238      | Кинешма — Иваново   |
| 6277/6278 | Ярославль — Иваново | 6275/6276 | Иваново — Ярославль |
| 6273/6274 | Иваново — Ярославль | 6279/6280 | Ярославль — Иваново |